# Alexandria
Alexandria — програма для GNOME, що дає змогу тримати базу даних книжок.
Користувачі можуть шукати за назвою, автором, ключовими словами, номером ISBN або ж знаходити свою книгу за допомогою сканера штрихкодів (напр. CueCat).
Програма може з'єднуватися з книготорговцями, наприклад з Amazon.com або з національними бібліотеками такими як Бібліотека Конгресу для звантаження інформації про книги, а саме: назви, автори, ISBN, видання або ж зображень обкладинок книжок.
Alexandria також дає змогу утворювати категорії книг у численних віртуальних бібліотеках.
Програма написана на мові програмування Ruby і є вільним програмним забезпеченням, розповсюджується під ліцензією GNU GPL (2-ї і вищих версій).

## Можливості
Alexandria — проста програма, призначена для зберігання каталогу особистих книжкових зібрань. Крім того, вона надає можливість користувачам відслідковувати рух позичених книг.
- відображає інформацію про книгу (іноді з обкладинками) від декількох он-лайн бібліотек та книжкових магазинів, а саме:
  - Amazon
  - Proxis
  - Barnes та Noble
  - Іспанське Міністерство Культури
  - Thalia
  - Інтернетівський книжковий магазин Італії
  - Бібліотека Конгресу США
  - Британська Бібліотека
- дозволяє додавати та оновлювати книги вручну
- пошук за будь-якими номерами EAN/ISBN/UPC, заголовком, авторами чи ключовими словами
- підтримує стандарт Z39.50 та дозволяє керувати Вашими власними джерелами
- зберігає дані у форматі YAML
- може імпортувати та експортні дані в ONIX, формати Tellico та списки номерів EAN/ISBN/UPC
- генерує з Вашої бібліотеки вебсторінки (XHTML) з підтримкою тем CSS
- дозволяє маркування Ваших книг як позичені, кожну з датою позики та іменем персони, котра позичила їх
- відображає HIG-сумісний інтерфейс користувача
- показує книги у різних виглядах (стандартний список або список іконок), можливість фільтрувати і/або сортувати
- дає можливість давати оцінку книзі та робити примітки
- підтримує читачі штрихкодів такі як CueCat
- містить переклади для декількох мов
- документована у повному керівництві (наразі на англійській та французькій мовах)

## Аналогічні програми
- Tellico — менеджер зібрань книг для KDE.